# Howdenia robusta
Howdenia robusta är en skalbaggsart som beskrevs av Wittmer 1988. Howdenia robusta ingår i släktet Howdenia och familjen Phengodidae. Inga underarter finns listade i Catalogue of Life.